# Olaf Bock (Journalist)
Olaf Bock (* 4. Mai 1966 in Düsseldorf) ist ein deutscher Fernsehjournalist.

## Leben und Wirken
Olaf Bock studierte Germanistik, Politik und Medienwissenschaften an der Heinrich-Heine-Universität Düsseldorf und war während des Studiums bei verschiedenen Zeitungen und Rundfunkstationen tätig. Nach Tätigkeiten beim ZDF, dem Evangelischen Kirchenfunk und dem Westdeutschen Rundfunk, begann Olaf Bock im Jahr 1996 sein Volontariat beim WDR. Ab 1998 arbeitete er dann als Reporter, Redakteur und Chef vom Dienst für das ARD-Morgenmagazin. Er berichtete in dieser Zeit von US-Wahlen sowie aus den Krisengebieten Nordmazedonien, dem Kosovo und dem Libanon. Nachdem er 2007 mehrmonatig das ARD-Studio Paris verstärkte, wechselte er als Korrespondent ins ARD-Studio Moskau. Dort war er fünfeinhalb Jahre tätig und berichtete unter anderem aus dem Georgien-Krieg und den Euromaidan-Protesten in der Ukraine. Anschließend war als Reporter beim WDR in Köln tätig. Zum 1. September 2017 wurde Olaf Bock Korrespondent und Studioleiter des ARD-Studios Warschau.
Olaf Bock ist verheiratet und hat drei Kinder.